# نيوبيرن
نيو برن (بالإنجليزية: New Bern)، عرفت سابقًا باسم نيوبيرن، هي مدينة تقع في مقاطعة كريفن بولاية كارولاينا الشمالية في الولايات المتحدة، وهي عاصمة المقاطعة. بلغ عدد سكانها 31,291 نسمة حسب تعداد عام 2020. تقع المدينة عند مصب نهري نيوس وترينت، بالقرب من منابع خليج باميليكو على ساحل كارولاينا الشمالية. تبعد حوالي 112 ميلًا (180 كيلومترًا) شرق رايلي، و89 ميلًا (143 كيلومترًا) شمال ويلمنغتون، و162 ميلًا (261 كيلومترًا) جنوب نورفولك فيرجينيا.
تأسست نيو برن في أكتوبر 1710 على يد مجموعة من المستوطنين من بالاتينات وسويسرا تحت قيادة كريستوف فون غرافينريد. أطلق المستوطنون الجدد اسم برن على مستوطنتهم نسبةً إلى منطقة برن السويسرية التي هاجر منها العديد من المستوطنين ورعاتهم. تُعتبر نيو برن ثاني أقدم مدينة استقر فيها الأوروبيون في كارولاينا الشمالية بعد مدينة باث. كانت نيو برن عاصمة لولاية كارولاينا الشمالية من 1770 إلى 1792. أصبحت نيو برن  بعد الثورة الأمريكية (1775–1783) مدينة غنية وسرعان ما تطورت لتتمتع بحياة ثقافية مزدهرة. في وقت من الأوقات، كانت نيو برن تُعرف بـ"أثينا الجنوب"، واشتهرت بمعبد الماسونيين ومسرح أثينا، اللذين لا يزالان نشطين حتى اليوم.
تضم نيو برن أربعة أحياء تاريخية مدرجة في السجل الوطني للأماكن التاريخية، وتشمل مبانيها العديدة مساكن ومتاجر وكنائس تعود إلى أوائل القرن الثامن عشر. وعلى مسافة قريبة من الواجهة البحرية توجد أكثر من 164 منزلًا ومبنى مدرجين في السجل الوطني. كما توجد بالقرب منها العديد من فنادق المبيت والإفطار، والفنادق، والمطاعم، والبنوك، ومتاجر التحف، والمتاجر المتخصصة. تحتوي الأحياء التاريخية على العديد من أشجار الميرتل ذات الزهور الكرابية، والتي تعد الزهرة الرسمية للمدينة، بالإضافة إلى حدائق مزدهرة. لدى نيو برن منطقتان تاريخيتان محليتان، وهما مناطق تخطيط بلدية توفر حماية قانونية للواجهات الخارجية للمباني التاريخية في نيو برن.

## المناخ
يظهر الجدول التالي التغييرات المناخية على مدار السنة لنيوبيرن:
| البيانات المناخية لـنيوبيرن       | البيانات المناخية لـنيوبيرن | البيانات المناخية لـنيوبيرن | البيانات المناخية لـنيوبيرن | البيانات المناخية لـنيوبيرن | البيانات المناخية لـنيوبيرن | البيانات المناخية لـنيوبيرن | البيانات المناخية لـنيوبيرن | البيانات المناخية لـنيوبيرن | البيانات المناخية لـنيوبيرن | البيانات المناخية لـنيوبيرن | البيانات المناخية لـنيوبيرن | البيانات المناخية لـنيوبيرن | البيانات المناخية لـنيوبيرن |
| الشهر                             | يناير                       | فبراير                      | مارس                        | أبريل                       | مايو                        | يونيو                       | يوليو                       | أغسطس                       | سبتمبر                      | أكتوبر                      | نوفمبر                      | ديسمبر                      | المعدل السنوي               |
| --------------------------------- | --------------------------- | --------------------------- | --------------------------- | --------------------------- | --------------------------- | --------------------------- | --------------------------- | --------------------------- | --------------------------- | --------------------------- | --------------------------- | --------------------------- | --------------------------- |
| الدرجة القصوى °ف (°م)             | 81 (27)                     | 88 (31)                     | 90 (32)                     | 95 (35)                     | 100 (38)                    | 105 (41)                    | 106 (41)                    | 103 (39)                    | 101 (38)                    | 97 (36)                     | 87 (31)                     | 83 (28)                     | 106 (41)                    |
| الحد الأقصى المتوسط °ف (°م)       | 74 (23)                     | 76 (24)                     | 82 (28)                     | 88 (31)                     | 92 (33)                     | 96 (36)                     | 97 (36)                     | 96 (36)                     | 92 (33)                     | 87 (31)                     | 81 (27)                     | 75 (24)                     | 98 (37)                     |
| متوسط درجة الحرارة الكبرى °ف (°م) | 54.5 (12.5)                 | 57.9 (14.4)                 | 64.9 (18.3)                 | 73.5 (23.1)                 | 80.3 (26.8)                 | 86.8 (30.4)                 | 89.5 (31.9)                 | 87.9 (31.1)                 | 82.9 (28.3)                 | 74.7 (23.7)                 | 66.4 (19.1)                 | 57.5 (14.2)                 | 73.1 (22.8)                 |
| متوسط درجة الحرارة الصغرى °ف (°م) | 33.9 (1.1)                  | 36.1 (2.3)                  | 42 (6)                      | 50.1 (10.1)                 | 58.7 (14.8)                 | 67.5 (19.7)                 | 71.6 (22.0)                 | 70.4 (21.3)                 | 64.9 (18.3)                 | 53.5 (11.9)                 | 43.9 (6.6)                  | 36.1 (2.3)                  | 52.4 (11.3)                 |
| الحد الأدنى المتوسط °ف (°م)       | 17 (−8)                     | 22 (−6)                     | 27 (−3)                     | 35 (2)                      | 46 (8)                      | 57 (14)                     | 63 (17)                     | 62 (17)                     | 52 (11)                     | 37 (3)                      | 29 (−2)                     | 20 (−7)                     | 14 (−10)                    |
| أدنى درجة حرارة °ف (°م)           | 1 (−17)                     | 6 (−14)                     | 16 (−9)                     | 29 (−2)                     | 32 (0)                      | 44 (7)                      | 55 (13)                     | 50 (10)                     | 43 (6)                      | 26 (−3)                     | 17 (−8)                     | −4 (−20)                    | −4 (−20)                    |
| معدل هطول الأمطار إنش (مم)        | 4.02 (102)                  | 3.66 (93)                   | 4.39 (112)                  | 3.14 (80)                   | 4.15 (105)                  | 4.59 (117)                  | 6.17 (157)                  | 6.65 (169)                  | 5.89 (150)                  | 3.26 (83)                   | 3.40 (86)                   | 3.40 (86)                   | 52.75 (1٬340)               |
| متوسط تساقط الثلوج إنش (سم)       | .2 (0.51)                   | 0.3 (0.76)                  | 0 (0)                       | 0.1 (0.25)                  | 0 (0)                       | 0 (0)                       | 0 (0)                       | 0 (0)                       | 0 (0)                       | 0 (0)                       | 0 (0)                       | 0.9 (2.3)                   | 1.5 (3.8)                   |
| المصدر #1: خدمة الطقس الوطنية     |                             |                             |                             |                             |                             |                             |                             |                             |                             |                             |                             |                             |                             |
| المصدر #2: Weatherbase            |                             |                             |                             |                             |                             |                             |                             |                             |                             |                             |                             |                             |                             |

## توأمة
لنيوبيرن اتفاقيات توأمة مع:
- برن

## أعلام
- وليام هنري واشنطن
- لويس أرميستيد
- هيلين براندت
- جيمس إي. أوهارا
- مادلين هاسسون
- كاليب برادهام
- تشارلز آر. توماس
- كيفين ويليامسون
- والت بيلامي
- ليندا مكمان